# Asthenargus caucasicus
Asthenargus caucasicus là một loài nhện trong họ Linyphiidae.
Loài này thuộc chi Asthenargus. Asthenargus caucasicus được Andrei V. Tanasevitch miêu tả năm 1987.